# 469705
469705 este o planetă minoră (Format:KagaraDate înlănțuite de la Wikidata){{Kagara#if:Format:Kagara|, cu un diametru de Format:KagaraDate înlănțuite de la Wikidata,|}} din {{Kagara#if:Format:Kagara|Format:KagaraDate înlănțuite de la Wikidata|Sistemul Solar}}. A fost descoperită Format:Kagara Format:Kagara Format:Kagara{{Kagara#if:Format:KagaraDate înlănțuite de la Wikidata| și a fost numită după ǂKá̦gára⁠(d)|}}. 
Obiectul prezintă o orbită caracterizată de Format:KagaraFormat:KagaraFormat:Kagara.